# Гонсалес, Кармело
Кармело Хосе Гонсалес Хименес (исп. Carmelo José González Jiménez; родился 9 июля 1983, Лас-Пальмас, Испания), или просто Кармело — испанский футболист, игравший на позиции атакующего полузащитника.

## Карьера
Начинал свою карьеру Кармело в клубе «Лас-Пальмас», где отыграл 4 года. Потом отыграл 1 сезон в «Леванте», год в «Эркулесе», сезон в «Нумансии» и наконец оказался в хихонском «Спортинге», где играл 5 лет, будучи игроком основного состава. Однако в феврале 2013 года он покинул команду и начал играть за клуб «Бурирам Юнайтед».